# جيف وبستر
جيف وبستر (بالإنجليزية: Jeff Webster)‏ مواليد 19 فبراير 1971 في باين بلاف، هو لاعب كرة سلة أمريكي معتزل. تم اختياره من قبل فريق ميامي هيت خلال الدرافت. حمل الرقم 42. يبلغ طوله 6 قدم 8 بوصة (2.0 م). حقق المركز الأول في الألعاب الجامعية الصيفية 1993.

## الميداليات
| الميدالية | المسابقة                      |
| --------- | ----------------------------- |
| ذهبية     | الألعاب الجامعية الصيفية 1993 |

## روابط خارجية
- جيف وبستر على موقع إن بي أي (الإنجليزية)
- جيف وبستر على موقع سبورتس رفرنس (الإنجليزية)
- جيف وبستر على موقع كرة السلة الأوروبية.كوم (الإنجليزية)
- جيف وبستر على موقع كلية كرة السلة في سبورتس رفرنس.كوم (الإنجليزية)
- جيف وبستر على موقع ريلجم (الإنجليزية)
- جيف وبستر على موقع بروبوليرز (الإنجليزية)